# Stenodryas rufus
Stenodryas rufus là một loài bọ cánh cứng trong họ Cerambycidae.